# Hypo Vorarlberg Bank
Die Hypo Vorarlberg Bank AG (kurz Hypo Vorarlberg) ist eine Universalbank mit Stammsitz in Bregenz (Vorarlberg, Österreich). Sie ist mit einer Bilanzsumme von 15,7 Milliarden Euro, über 700 Mitarbeiterinnen und Mitarbeiter und 20 Bankstellen (davon 15 in Vorarlberg) das größte eigenständige Bankhaus Vorarlbergs.

## Geschichte
Die Vorarlberger Landeshypothekenbank wurde gegründet, um langfristige und unkündbare Kredite an Landwirte zu vergeben, die im 19. Jahrhundert in großer Zahl schwer verschuldet waren. In Folge des Börsenkrachs von 1873 hatten in Österreich mehrere Zehntausend Höfe zwangsversteigert werden müssen. Gleichzeitig diente die Hypothekenbank als Zahlstelle des Landes. Nach dem Ersten Weltkrieg lag das Institut jedoch jahrelang aufgrund allgemeinen Kapitalmangels darnieder und war eine „Bank ohne Bankgeschäfte“. Sie überstand zwar die Krisenzeit ohne Verluste, da das nebenbei laufende Kontokorrentgeschäft die niedrigen Regiekosten abdeckte. Allerdings war sie auch gezwungen, säumige Hypothekarschuldner zu pfänden. Der als Politiker weithin bekannte Barnabas Fink, Pfarrer von Hittisau, erklärte daher 1933 seinen Rücktritt aus dem Kuratorium der Landeshypothekenbank, „um eine Beeinträchtigung meiner seelsorgerischen Tätigkeit möglichst zu vermeiden.“
Im Jahr 1938 kam es – wie bei allen vergleichbaren Institutionen – zu einer personellen „Säuberung“ in der Leitung: Direktoren und Kuratoriumsmitglieder wurden ersetzt; und selbstverständlich wurde die Leitung des Instituts ebenfalls nach Kriegsende im Jahr 1945 entnazifiziert. Dank des Wirtschaftswunders der 1950er und 1960er Jahre konnte sich die Hypothekenbank über ihr angestammtes Geschäftsfeld hinaus – 1945 entfielen 70 Prozent der ausgegebenen Kredite auf die Landwirtschaft – zu einer international tätigen Geschäftsbank entwickeln.

## Organisation
Die Hypo Vorarlberg (bis Oktober 2017: Vorarlberger Landes- und Hypothekenbank) wurde vom Vorarlberger Landtag mit Beschlüssen vom 3. Februar 1894 und 23. Februar 1897 gegründet.

### Eigentumsverhältnisse
Die Bank wurde 1897 vom Vorarlberger Landtag gegründet. Seit 1996 ist sie eine Aktiengesellschaft. Die Vorarlberger Landesbank-Holding (ein Sondervermögen des Landes Vorarlberg) hält 76,8732 % der Stammaktien. Die restlichen Stimmrechte (23,1268 %) sind im Besitz eines Bankenkonsortiums aus Baden-Württemberg, bestehend aus der Landesbank Baden-Württemberg und der Landeskreditbank Baden-Württemberg – Förderbank, im Rahmen der Austria Beteiligungsgesellschaft mbH.

### Markt
Die Hypo Vorarlberg verfügt neben der Zentrale in Bregenz über 14 Filialen in ihrem Kernmarkt Vorarlberg und weitere Marktstellen in Wien, Graz, Wels, Salzburg und St. Gallen (Schweiz).
Die Niederlassung in St. Gallen hat sich in der Deutschschweiz als Alternative zu den Groß- und Kantonalbanken etabliert und ist in der Immobilienfinanzierung sowie im Firmenkunden- und Private Banking-Geschäft tätig. Der deutsche Markt wird von Bregenz, dem Kleinwalsertal, Wels und Salzburg aus betreut.
Die italienische Tochtergesellschaft in Bozen mit Niederlassungen in Como und Treviso entwickelt Lösungen im Bereich Leasing.

### Beteiligungen
An den folgenden Unternehmen in Österreich, Deutschland und Italien besitzt die Hypo Vorarlberg Bank AG Beteiligungen:
| Unternehmen                                                | Standort        | Beteiligung |
| ---------------------------------------------------------- | --------------- | ----------- |
| Hypo Immobilien & Leasing GmbH                             | Dornbirn        | 100,0000 %  |
| Hypo Vorarlberg Leasing AG                                 | Bozen           | 100,0000 %  |
| Hypo Vorarlberg Immo Italia GmbH                           | Bozen           | 100,0000 %  |
| Hypo Equity Unternehmensbeteiligungen AG                   | Bregenz         | 100,0000 %  |
| comit Versicherungsmakler GmbH                             | Dornbirn        | 40,0000 %   |
| Masterinvest Kapitalanlage GmbH                            | Wien            | 37,5000 %   |
| „Wirtschafts-Standort Vorarlberg“ Betriebsansiedlungs GmbH | Dornbirn        | 33,3333 %   |
| Hypo-Wohnbaubank Aktiengesellschaft                        | Wien            | 12,5000 %   |
| Internationales Bankhaus Bodensee AG                       | Friedrichshafen | 5,5850 %    |
| Einlagensicherung AUSTRIA Ges.m.b.H.                       | Wien            | 0,1942 %    |

## Sonstiges

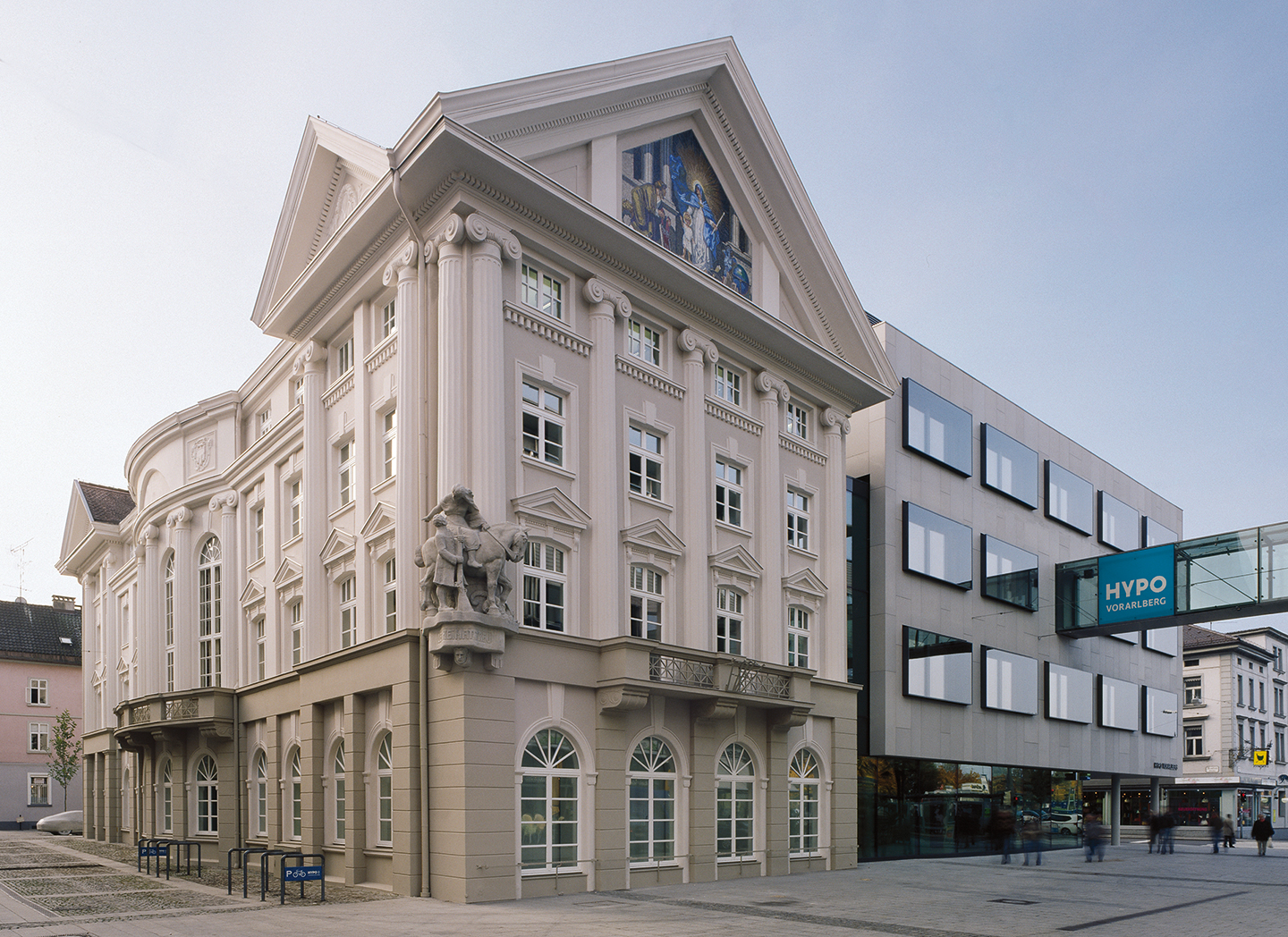
Zentrale der Hypo Vorarlberg in Bregenz

Im Jänner 2014 begründete die Bank zusammen mit neun anderen Vorarlberger Unternehmen das „Klimaneutralitätsbündnis 2025“ mit dem Ziel, ihre gesamten Aktivitäten bis zum Jahr 2025 zu 100 Prozent klimaneutral zu gestalten.
Nach Veröffentlichung der Panama Papers im April 2016 gab der Vorstandsvorsitzende Michael Grahammer seinen Rücktritt bekannt. Mit 1. Jänner 2017 übernahm daraufhin Michel Haller den Vorstandsvorsitz der Hypo Vorarlberg.
Ein in der Folge vom Vorarlberger Landtag eingesetzter Untersuchungsausschuss zur Klärung der Verwicklungen der Hypo Vorarlberg in die mit den Panama-Papers bekannt gewordenen Geschäfte brachte keine Erkenntnisse zu irgendwelchem Fehlverhalten von Verantwortlichen der Bank zutage.
Ende August 2024 wurde die Hypo Vorarlberg – nicht rechtskräftig – wegen Verletzung der Sorgfaltspflicht zur Verhinderung von Geldwäscherei von der Finanzmarktaufsicht mit einer Geldstrafe von 791.000 € belegt.